# Golfo de Hauraki

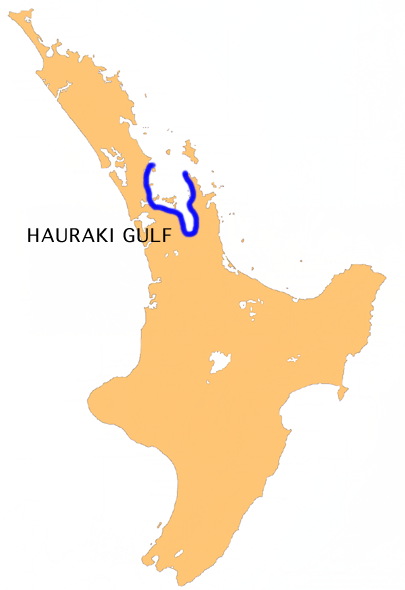
Localização geográfica do golfo de Auraki na Ilha Norte

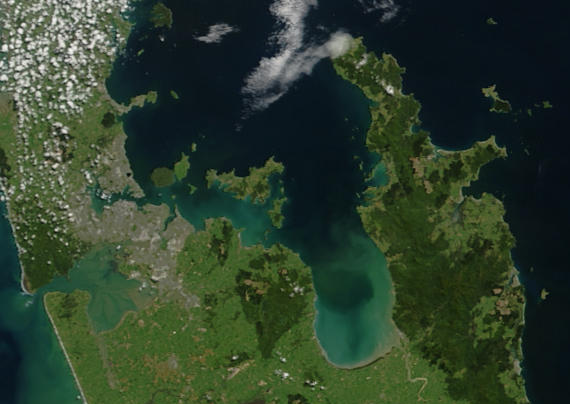
Imagem de satélite do golfo de Auraki, com Auckland à esquerda e a península de Coromandel à direita

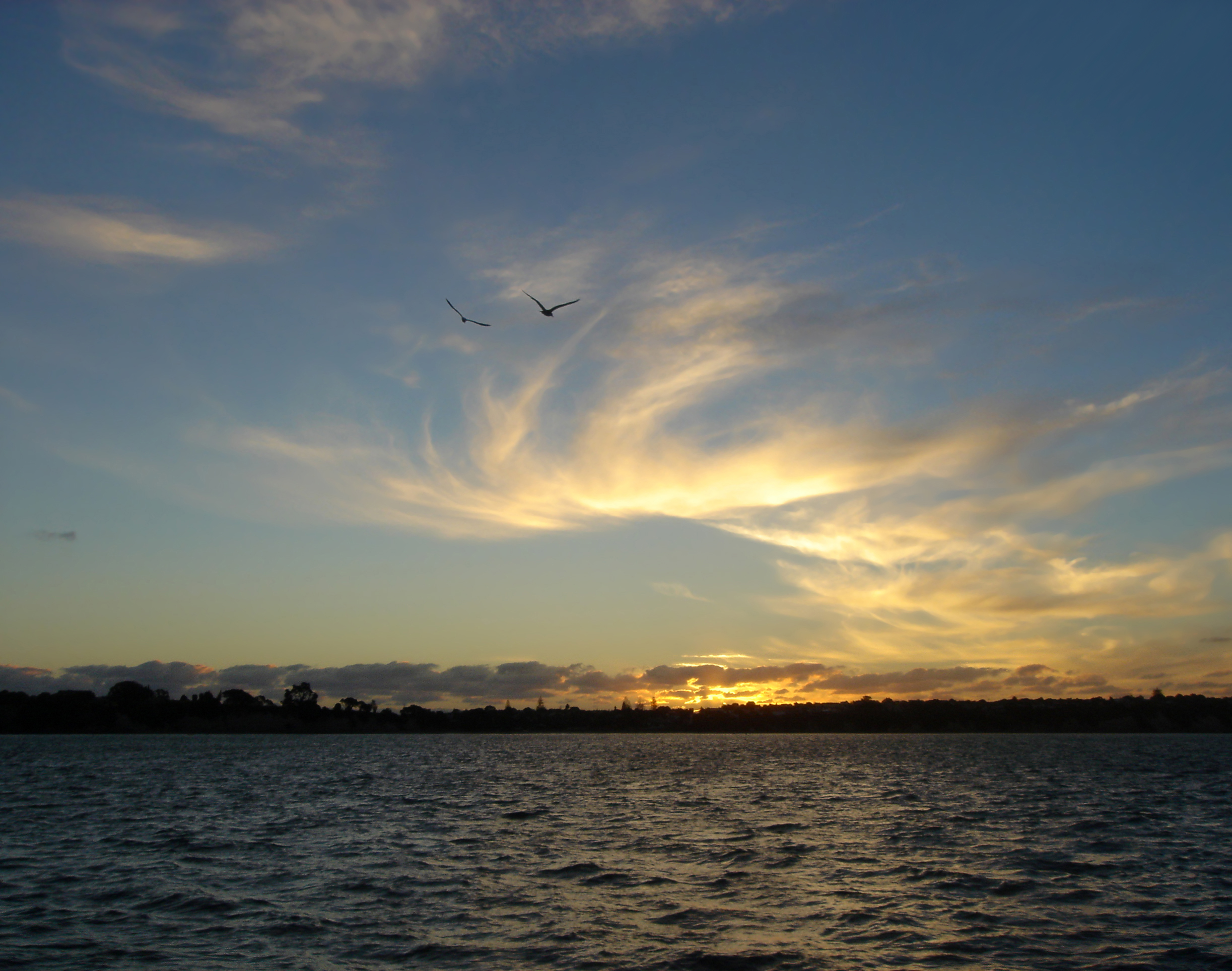
Entardecer no golfo de Hauraki

O golfo de Hauraki é uma baía na Ilha Norte, na Nova Zelândia. Estende-se por uma área de cerca de 4000 km² e separa a Região de Auckland da península de Coromandel e da planície de Hauraki.
Na língua maori o termo Hauraki significa vento do norte.
Entre as ilhas do golfo de Hauraki encontram-se:
- Ilha Waiheke
- Ilha Ponui
- Ilha Rangitoto
- Ilha Kawau
- Ilha Motutapu
- Ilha Rakino
- Ilha Otata
- Ilha Motuhoropapa
- Ilha Pakihi
- Ilha Karamuramu